# 东京巴比伦
《東京巴比倫》是日本漫畫家團體CLAMP創作的日本漫畫作品，漫畫從1990年至1993年間在新書館的《月刊WINGS》和《SOUTH》連載，另有2集OVA及1部真人電影推出。
故事以陰陽師皇昴流為主角，反映出很多的社會問題，是一套得到很多成人讀者認同的作品。本作品的線條沒有《聖傳》和《X》般華麗、複雜，比較簡明。

## 劇情大綱
16歲的皇昴流是一流的陰陽師，平常的任務是解決靈異事件，但常因為過於善良的本性而傷害到自己。他的雙胞胎姊姊皇北都比較開朗活潑，沒有特別的能力，經常關心和陪伴弟弟。在北都的介紹下，昴流認識了為人親切的獸醫櫻塚星史郎，星史郎不斷強調自己對昴流的愛意，北都也在旁邊順水推舟。
昴流懷疑星史郎可能和暗殺集團「櫻塚護」有關聯，也依稀記得自己小時候見過星史郎。星史郎確實是櫻塚護當家，當年在底下埋著屍體的櫻花樹下與他打了個賭，如果將來昴流愛上了他，而他不覺得昴流是特別的，則昴流賭輸，將付出性命。
星史郎的計畫進行地相當順利。昴流在看過種種事件後心靈逐漸破損，星史郎的陪伴在他心中變得越來越重要。在面對丈夫死去、兒子急需器官的婦人時，星史郎為了保護昴流而被對方用刀砍瞎眼睛，並自願捐出器官。昴流在手術室前的哭喊讓星史郎和北都都確定了昴流的心情。
打賭的截止時間到來，星史郎透過回憶夢境讓昴流想起了兩人多年前相遇的經過，並廢了昴流的雙手。星史郎的背叛讓昴流一蹶不振，北都責怪自己，當初為了讓昴流能更重視自我而介紹了星史郎，結果卻是如此。北都以雙胞胎的身份代替昴流受死，令昴流和祖母悲痛不已，昴流發誓一定要親手殺了星史郎。直到長大成人，昴流仍一直在追查星史郎的下落。

## 登場人物
皇昴流（すめらぎ すばる、聲優：山口勝平、演员：东根作寿英）
立居日本陰陽道頂点的皇一族第13代掌門。
皇北都（すめらぎ ほくと、聲優：伊藤美紀）
昴流的孿生姐姐。
櫻塚星史郎（さくらづか せいしろう、聲優：子安武人、演员：四方堂亘）
表面的職業是獸醫，實屬暗殺集團『櫻塚護』。
南雲真司（聲優：池田秀一）
利用自己出生起便被靈保護著，所有不幸和事故都會被轉嫁到周圍他人身上的特性，為了往上爬而害死許多人。
麻生風美（聲優：鶴弘美）
為了替被南雲害死的哥哥報仇而試圖對他下詛咒。
山川刑警（聲優：山寺宏一）
追查著南雲身邊一連串事件的刑警。
三村社長（聲優：西村知道）
南雲的公司社長。
會長（聲優：沢木郁也）
南雲的公司會長。

## 各話列表
| VOL   | 副標題  | 刊載期號                  |
| ----- | ------- | ------------------------- |
| 0     | T·Y·O   | 《月刊WINGS》1990年8月號  |
| 1     | BABEL   | 《SOUTH》第8號            |
| 1.5   | DESTINY | 單行本第1卷加筆           |
| 2     | DREAM   | 《SOUTH》第9號            |
| ANNEX | SMILE   | 《月刊WINGS》1991年10月號 |
| 3     | CALL.A  | 《SOUTH》第10號           |
| 3     | CALL.B  | 《SOUTH》第11號           |
| 4     | CRIME   | 《SOUTH》第12號           |
| 5     | SAVE.A  | 《月刊WINGS》1992年4月號  |
| 5     | SAVE.B  | 《月刊WINGS》1992年5月號  |
| 6     | OLD     | 《SOUTH》第13號           |
| 7     | BOX     | 《SOUTH》第14號           |
| 8     | REBIRTH | 《SOUTH》第15號           |
| 9     | NEWS    | 《SOUTH》1993年Spring號   |
| 10    | PAIR    | 《SOUTH》1993年Summer號   |
| 11    | END     | 《SOUTH》1993年Autumn號   |
| ANNEX | SECRET  | 《SOUTH》1993年Winter號   |
| ANNEX | START   | 《SOUTH》1993年Winter號   |

## 出版書籍
單行本
| 卷數 | 新書館         | 新書館             | 大然文化  | 大然文化           | 台灣東販      | 台灣東販           |
| 卷數 | 發售日期       | ISBN               | 初版日期  | ISBN               | 發售日期      | ISBN               |
| ---- | -------------- | ------------------ | --------- | ------------------ | ------------- | ------------------ |
| 1    | 1991年4月10日  | ISBN 4-403-61250-4 | 1994年3月 | ISBN 957-25-0339-1 | 2009年6月24日 | ISBN 9789861769363 |
| 2    | 1991年11月10日 | ISBN 4-403-61268-7 | 1994年4月 | ISBN 957-25-0340-5 | 2009年6月24日 | ISBN 9789861769370 |
| 3    | 1992年1月25日  | ISBN 4-403-61274-1 | 1994年4月 | ISBN 957-25-0341-3 | 2009年6月24日 | ISBN 9789861769387 |
| 4    | 1992年7月10日  | ISBN 4-403-61282-2 | 1994年6月 | ISBN 957-25-0342-1 | 2009年7月24日 | ISBN 9789861769394 |
| 5    | 1993年4月5日   | ISBN 4-403-61304-7 | 1994年5月 | ISBN 957-25-0343-X | 2009年7月24日 | ISBN 9789861769400 |
| 6    | 1993年8月25日  | ISBN 4-403-61319-5 | 1994年2月 | ISBN 957-25-0344-8 | 2009年8月6日  | ISBN 9789861769417 |
| 7    | 1994年3月25日  | ISBN 4-403-61339-X | 1997年1月 | ISBN 957-25-1463-6 | 2009年8月6日  | ISBN 9789861769424 |

畫集
- TOKYO BABYLON PHOTOGRAPHS

1996年4月25日發售、ISBN 4-403-65008-2
文庫版
| 卷數 | 新書館         | 新書館             |
| 卷數 | 發售日期       | ISBN               |
| ---- | -------------- | ------------------ |
| 1    | 2000年11月10日 | ISBN 4-403-50026-9 |
| 2    | 2000年11月10日 | ISBN 4-403-50027-7 |
| 3    | 2000年12月10日 | ISBN 4-403-50028-5 |
| 4    | 2000年12月10日 | ISBN 4-403-50029-3 |
| 5    | 2000年12月10日 | ISBN 4-403-50030-7 |

愛藏版（台灣角川發行稱完全版）
| 卷數 | 角川書店     | 角川書店               | 台灣角川       | 台灣角川      | 台灣角川                   |
| 卷數 | 發售日期     | ISBN                   | 發售日期       | ISBN          | ISBN                       |
| ---- | ------------ | ---------------------- | -------------- | ------------- | -------------------------- |
| 1    | 2012年1月7日 | ISBN 978-4-04-120041-4 | 2021年12月15日 | 9786263210165 | 4713510139028 (全套特裝版) |
| 2    | 2012年4月4日 | ISBN 978-4-04-120156-5 | 2021年12月15日 | 9786263210172 | 4713510139028 (全套特裝版) |
| 3    | 2012年9月4日 | ISBN 978-4-04-120314-9 | 2021年12月15日 | 9786263210189 | 4713510139028 (全套特裝版) |

新裝版
CLAMP PREMIUM COLLECTION 東京BABYLON 単行本コミックス
| 卷數 | 角川書店     | 角川書店               |
| 卷數 | 發售日期     | ISBN                   |
| ---- | ------------ | ---------------------- |
| 1    | 2022年6月3日 | ISBN 978-4-04-111689-0 |
| 2    | 2022年6月3日 | ISBN 978-4-04-111690-6 |
| 3    | 2022年7月4日 | ISBN 978-4-04-111691-3 |
| 4    | 2022年7月4日 | ISBN 978-4-04-111692-0 |
| 5    | 2022年8月4日 | ISBN 978-4-04-111693-7 |
| 6    | 2022年8月4日 | ISBN 978-4-04-111694-4 |
| 7    | 2022年9月2日 | ISBN 978-4-04-111695-1 |

## 相關商品

### CD
- CD COMIC 東京BABYLON 1990年11月25日發行
- TOKYO BABYLON IMAGE SOUNDTRACK 1992年7月22日發行
- 東京BABYLON SINGLE TRIPLE 1993年2月21日發行
- TOKYO BABYLON 1999 1993年9月22日發行
- デジャヴ（東京BABYLON2 主題曲）1994年2月21日發行
- TOKYO BABYLON IMAGE SOUNDTRACK 2 1994年3月9日發行

### 其他
- 東京BABYLON POST CARDS BOOK（1993年8月26日發行）
- 東京BABYLON CALENDAR 1992

## OVA
東京BABYLON A SAVE FOR TOKYO CITY STORY （1992年10月21日發售）
映像特典為全3曲的音樂錄影帶收錄其中（第1、2曲為真人、第3曲為動畫）。1993年8月21日發售包含音樂錄音帶的通常版。
東京BABYLON2 （1994年3月21日發售）
附贈廣播劇CD作為特典。

### 製作人員
- 原作：CLAMP
- 監督：千明孝一
- 製作人：池口和彦、増島由美子
- 執行製作人：丸山正雄
- 脚本：浦畑達彦（#1）、じんのひろあき（#2）
- 人物設計：高橋久美子
- 作画監督：高橋久美子（#1）、藤川太（#2）、島村秀一（#2）、田崎聡（#2）、木村雅宏（#2）
- 總作画監督：高橋久美子（#2）
- 美術監督：池田祐二
- 色彩設定：三笠修
- 攝影監督：山口仁
- 音樂：本多俊之
- 音響監督：渡辺淳（#1）、松浦典良（#2）
- 制作協力（#1）、動畫製作（#2）：MADHOUSE
- 制作：Animate film
- 製作、著作：Movic、SPE Visual Works、新書館（#2）

### 主題曲
「Kiss Kiss」（東京BABYLON）
「De-ja vu」（東京BABYLON2）
作詞、作曲、編曲、歌：松岡英明

## 實寫版
- 東京BABYLON 1999（1993年8月21日發售）

### 製作人員
- 原作：CLAMP
- 企画：大川七瀨
- 監督、脚本：飯田讓治
- 音樂：蓜島邦明
- 製作擔當：山本章
- 廣告公司：CLAMP CO．LTD
- 包裝設計：大川七瀨
- 設計助理：五十嵐さつき
- 服裝概念：大川七瀨、猫井みっく
- 四聖獣作画：もこなあぱぱ
- 製作：PDS

## 電視動畫
定名为“東京BABYLON 2021”，于2020年10月25日公开信息，原定于2021年首播。但之后因動畫製作公司GoHands被发现不止服裝盜用其他素材，其他內容素材也有模仿剽竊情形。制作委员会先进行道歉，之后判斷與動畫製作公司間的信賴關係已被破壞，本計畫無法繼續製作下去，最终2021年3月29日制作委員會宣布本動畫製作中止，官網、Twitter及Instagram帳號將於同年4月30日起關閉。
2021年8月3日，GoHands 对企划方King Records提起诉讼，基于前13集的动画制作已于2020年11月完成，要求支付约4.5亿日元未支付的制作成本。